# 阿家河
阿家河，位于中国云南省中部，是沙甸河左岸支流，发源于楚雄市苍岭镇以东的龙潭，向东南流经苍岭镇云甸村委会的迤香村、彭家庄、禄丰县彩云镇南河村和南平村，过河口村后汇入沙甸河。河长42.6千米，流域面积239.4平方千米。